# Russische Kriegsgräberstätte Tjøtta

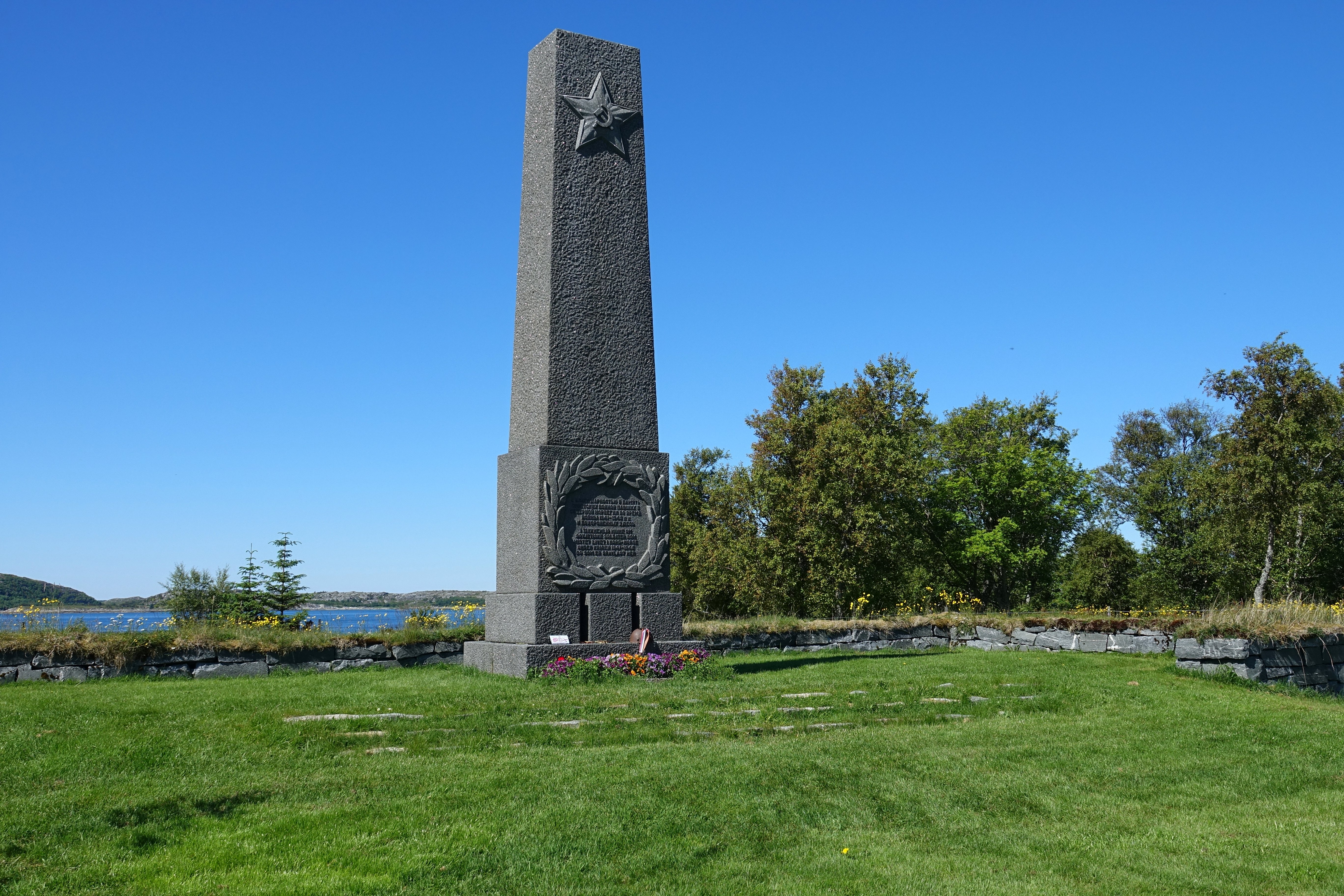
Denkmal

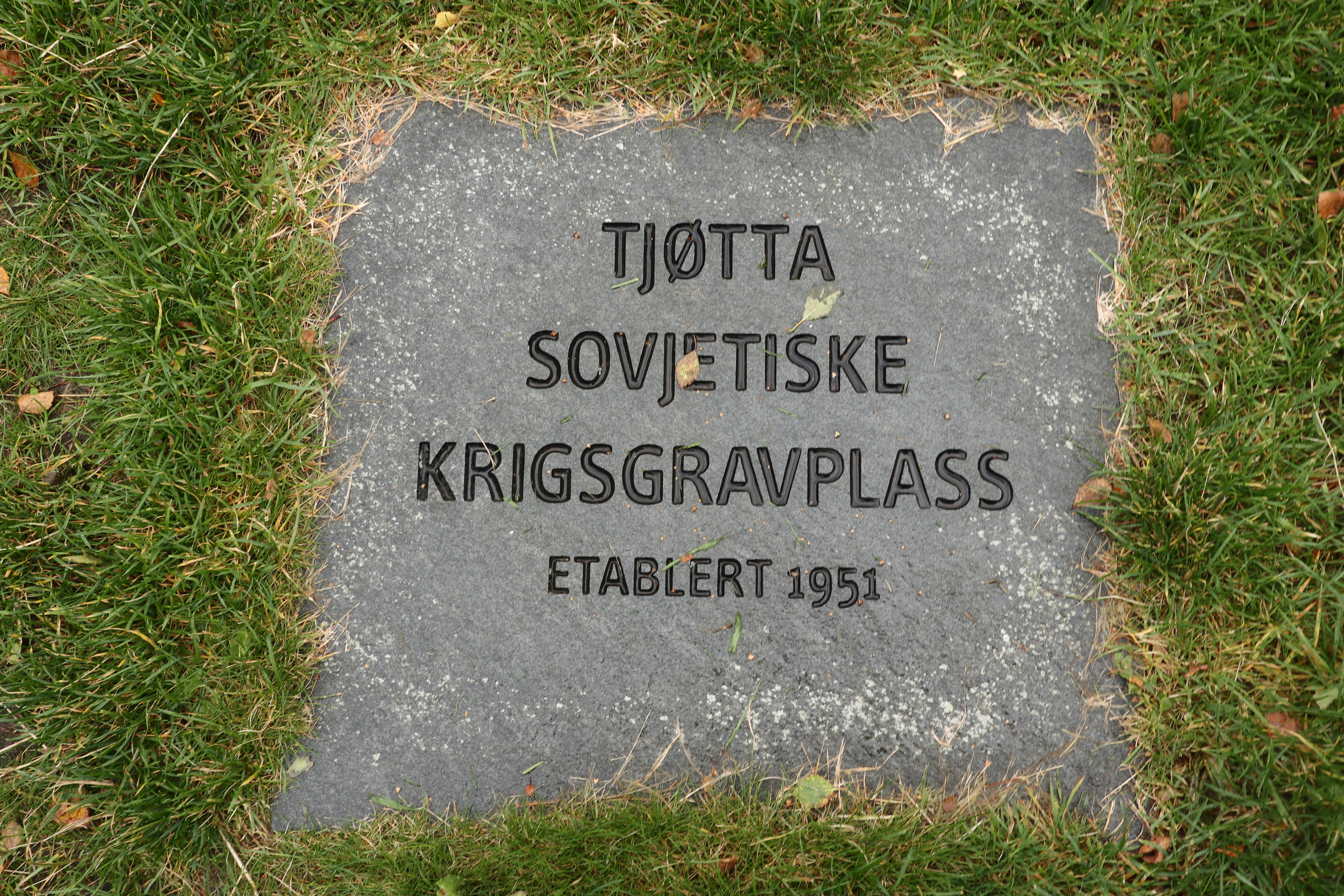

Die Russische Kriegsgräberstätte Tjøtta (norwegisch: Tjøtta sovjetiske krigsgravplass) befindet sich im nördlichen Teil der Insel Tjøtta in der Kommune Alstahaug in der norwegischen Provinz Nordland, unmittelbar an der Provinzstraße 17.
Der Friedhof wurde 1953 vom norwegischen Kirchenministerium als zentrale Kriegsgräberstätte für etwa 7.551 in Norwegen umgekommene sowjetische Soldaten angelegt. Hintergrund der Zusammenlegung im Rahmen der „Operation Asphalt“ war die Verhinderung von Spionage durch russische Besucher. 826 Gräber sind individuell; hinzu kommt ein Gemeinschaftsgrab mit 6725 bestatteten Toten.
Unweit südlich befindet sich die Internationale Kriegsgräberstätte Tjøtta, angelegt im Jahre 1970.